# It Don't Matter
«It Don't Matter» es una canción del DJ y productor brasileño Alok, en colaboración con el dúo musical estadounidense Sofi Tukker y la cantante rumana Inna. Se estrenó como sencillo únicamente en formato streaming el 7 de mayo de 2021 a través del sello de Spinnin' Records, Controversia. Fue escrita por Nick Audino, Charlotte Bühler, Sophie Hawley de Sofi Tukker, Lewis Hughes, OHYES y Alok, mientras que los últimos cuatro se encargaron de la producción. Según la crítica especializada, «It Don't Matter» es una pista deep house que trata acerca de sentir emociones sobre alguien especial sin importar la distancia de esa persona. Alok publicó un videoclip con la letra del sencillo a través de su canal oficial en YouTube en el día de su lanzamiento, mientras que Inna, para una mayor promoción, interpretó el tema en directo durante el festival rumano Untold junto con el DJ en octubre de 2021. Desde el punto de vista comercial, «It Don't Matter» alcanzó el puesto número 27 en la lista Dance/Electronic Songs de Billboard, así como el top 5 en Bielorrusia, la Comunidad de Estados Independientes, Polonia y Rusia. La canción obtuvo un disco de platino en Brasil y un disco de oro en Polonia.

## Antecedentes y composición

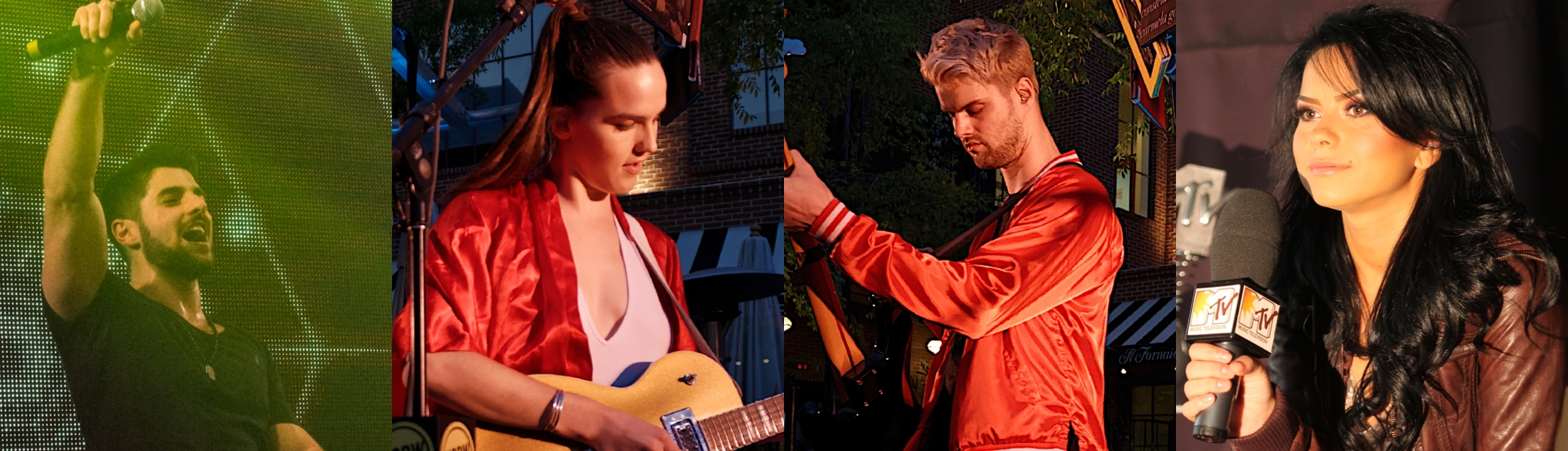
Alok (izquierda), Sofi Tukker (centro) e Inna (derecha) colaboraron juntos en la grabación de «It Don't Matter».

«It Don't Matter» fue escrita por Nick Audino, Charlotte Bühler, Sophie Hawley de Sofi Tukker, Lewis Hughes, OHYES y Alok, mientras que los últimos cuatro se encargaron de la producción. Se estrenó como sencillo únicamente en formato streaming el 7 de mayo de 2021 a través de Controversia, sello de Spinnin' Records cuyo propietario es Alok. Tras su lanzamiento, la canción ingresó en varias listas de reproducción en la plataforma de música Spotify, entre ellas New Music Friday, Dance Paradise, Girls' Might y Mint; esta última es la lista más popular de la plataforma concerciente a la música electrónica. Un día antes del estreno del sencillo, la discográfica publicó una remezcla de «It Don't Matter» hecha por Ekanta Jake, madre de Alok. Más tarde, la canción estuvo disponible en las plataformas digitales en noviembre de 2021.
«It Don't Matter» es una pista deep house con un bajo, que trata acerca de sentir emociones sobre alguien especial sin importar la distancia de esa persona. Kaido Strange, de Mxdwn Music, comentó que el tema parece estar dedicado hacia los seguidores de los respectivos artistas, mientras que Lilla Vásárhelyi, de We Rave You, elogió su ritmo pegadizo y destacó su «melodía inquietante y electrizante que se complementa con un acorde emocional después de cada escucha». Alex Ștefănescu, del sitio web InfoMusic, afirmó que «It Don't Matter» tiene una tonada «rítmica, pero algo discreta y suave».

## Promoción y desempeño comercial
Alok publicó un videoclip con la letra de «It Don't Matter» a través de su canal oficial en YouTube el 7 de mayo de 2021, editado por Sergio Twardowski y programado por Brandon Ventura. El metraje presenta imágenes de los artistas en conciertos ofrecidos antes de la pandemia de COVID-19; según Strange, en la secuencia «se puede apreciar la alegría [...] de viajar y actuar frente a la gente en vivo». Para una mayor promoción, Inna interpretó el tema durante su serie en Youtube Summer Live Sessions el 17 de agosto de 2021, así como en el festival rumano Untold junto con Alok en octubre de 2021.
Desde el punto de vista comercial, «It Don't Matter» debutó y alcanzó el puesto número 27 en la lista Dance/Electronic Songs de Billboard con 509.000 streams en su primer día. Se convirtió en la tercera canción de Alok, la octava para Sofi Tukker y la primera para Inna en ingresar en la cartelera; fue la primera vez que esta última ingresa en una lista de Billboard en una década, después de su sencillo «Sun Is Up» (2011) que alcanzó el número cuatro en el ranking Dance/Mix Show Airplay. «It Don't Matter» también alcanzó los puestos dos, tres, cuatro y cinco en las listas de Rusia, Polonia, Bielorrusia y la Comunidad de Estados Independientes, respectivamente. La canción obtuvo un disco de platino otorgado por Pro-Música Brasil al vender 80.000 unidades, y un disco de oro de la Sociedad Polaca de la Industria Fonográfica (ZPAV) por 25.000 copias.

## Formatos
| Streaming / Digital |                                       |          |  |
| N.º                 | Título                                | Duración |  |
| 1.                  | «It Don't Matter»                     | 2:53     |  |
| 2.                  | «It Don't Matter» (Ekanta Jake Remix) | 2:26     |  |
| 3.                  | «It Don't Matter» (Extended Mix)      | 3:52     |  |

## Posicionamiento en listas
| Bielorrusia                         | Unistar Radio Top 20       | 4  |
| Comunidad de Estados Independientes | Tophit                     | 5  |
| Estados Unidos                      | Hot Dance/Electronic Songs | 27 |
| Polonia                             | Polish Airplay Top 100     | 3  |
| Rusia                               | Tophit                     | 2  |
| Ucrania                             | Tophit                     | 27 |

| Comunidad de Estados Independientes | Tophit | 7 |
| Rusia                               | Tophit | 5 |

| Comunidad de Estados Independientes | Tophit | 25 |
| Polonia                             | ZPAV   | 24 |
| Rusia                               | Tophit | 14 |

## Certificaciones
| País | Certificación | Ventas |
| --- | ------------- | ------ |
| Brasil (Pro-Música Brasil)                                                                                               | Platino       | 80,000 |
| Polonia (ZPAV) | Oro           | 25,000 |
| *cifras de ventas basadas únicamente en la certificación xcifras no especificadas basadas únicamente en la certificación |               |        |